# Parafia św. Andrzeja Boboli w Iławie
Parafia św. Andrzeja Boboli w Iławie – rzymskokatolicka parafia położona w diecezji elbląskiej, w Dekanacie Iława-Wschód. Obejmuje swym zasięgiem Osiedle Lipowy Dwór.